# Llista d'asteroides/193201-193300
| Nom      | Designació provisional | Data de descobriment   | Lloc de descobriment | Descobridor/s          |
| -------- | ---------------------- | ---------------------- | -------------------- | ---------------------- |
| 193201 - | 2000 QR147             | 31 d'agost de 2000     | Socorro              | LINEAR                 |
| 193202 - | 2000 QE155             | 31 d'agost de 2000     | Socorro              | LINEAR                 |
| 193203 - | 2000 QF159             | 31 d'agost de 2000     | Socorro              | LINEAR                 |
| 193204 - | 2000 QE172             | 31 d'agost de 2000     | Socorro              | LINEAR                 |
| 193205 - | 2000 QC192             | 26 d'agost de 2000     | Socorro              | LINEAR                 |
| 193206 - | 2000 QL194             | 31 d'agost de 2000     | Socorro              | LINEAR                 |
| 193207 - | 2000 QU197             | 29 d'agost de 2000     | Socorro              | LINEAR                 |
| 193208 - | 2000 QJ204             | 29 d'agost de 2000     | Socorro              | LINEAR                 |
| 193209 - | 2000 QC206             | 31 d'agost de 2000     | Socorro              | LINEAR                 |
| 193210 - | 2000 QZ208             | 31 d'agost de 2000     | Socorro              | LINEAR                 |
| 193211 - | 2000 QC212             | 31 d'agost de 2000     | Socorro              | LINEAR                 |
| 193212 - | 2000 QE224             | 26 d'agost de 2000     | Socorro              | LINEAR                 |
| 193213 - | 2000 QZ226             | 31 d'agost de 2000     | Socorro              | LINEAR                 |
| 193214 - | 2000 QB230             | 31 d'agost de 2000     | Socorro              | LINEAR                 |
| 193215 - | 2000 QG232             | 31 d'agost de 2000     | Bergisch Gladbach    | W. Bickel              |
| 193216 - | 2000 RC                | 1 de setembre de 2000  | Socorro              | LINEAR                 |
| 193217 - | 2000 RM8               | 1 de setembre de 2000  | Socorro              | LINEAR                 |
| 193218 - | 2000 RP25              | 1 de setembre de 2000  | Socorro              | LINEAR                 |
| 193219 - | 2000 RG29              | 1 de setembre de 2000  | Socorro              | LINEAR                 |
| 193220 - | 2000 RP30              | 1 de setembre de 2000  | Socorro              | LINEAR                 |
| 193221 - | 2000 RZ34              | 1 de setembre de 2000  | Socorro              | LINEAR                 |
| 193222 - | 2000 RS36              | 2 de setembre de 2000  | Socorro              | LINEAR                 |
| 193223 - | 2000 RJ44              | 3 de setembre de 2000  | Socorro              | LINEAR                 |
| 193224 - | 2000 RK45              | 3 de setembre de 2000  | Socorro              | LINEAR                 |
| 193225 - | 2000 RG47              | 3 de setembre de 2000  | Socorro              | LINEAR                 |
| 193226 - | 2000 RM49              | 5 de setembre de 2000  | Socorro              | LINEAR                 |
| 193227 - | 2000 RP53              | 7 de setembre de 2000  | Kitt Peak            | Spacewatch             |
| 193228 - | 2000 RZ57              | 7 de setembre de 2000  | Kitt Peak            | Spacewatch             |
| 193229 - | 2000 RF80              | 1 de setembre de 2000  | Socorro              | LINEAR                 |
| 193230 - | 2000 RO82              | 1 de setembre de 2000  | Socorro              | LINEAR                 |
| 193231 - | 2000 RU83              | 1 de setembre de 2000  | Socorro              | LINEAR                 |
| 193232 - | 2000 RB91              | 3 de setembre de 2000  | Socorro              | LINEAR                 |
| 193233 - | 2000 RE103             | 5 de setembre de 2000  | Anderson Mesa        | LONEOS                 |
| 193234 - | 2000 SY                | 17 de setembre de 2000 | Socorro              | LINEAR                 |
| 193235 - | 2000 SE2               | 20 de setembre de 2000 | Socorro              | LINEAR                 |
| 193236 - | 2000 SY7               | 22 de setembre de 2000 | Kitt Peak            | Spacewatch             |
| 193237 - | 2000 SB9               | 23 de setembre de 2000 | Socorro              | LINEAR                 |
| 193238 - | 2000 ST21              | 24 de setembre de 2000 | Socorro              | LINEAR                 |
| 193239 - | 2000 SB22              | 24 de setembre de 2000 | Socorro              | LINEAR                 |
| 193240 - | 2000 SC24              | 24 de setembre de 2000 | Socorro              | LINEAR                 |
| 193241 - | 2000 ST33              | 24 de setembre de 2000 | Socorro              | LINEAR                 |
| 193242 - | 2000 SC35              | 24 de setembre de 2000 | Socorro              | LINEAR                 |
| 193243 - | 2000 SS42              | 28 de setembre de 2000 | Socorro              | LINEAR                 |
| 193244 - | 2000 SP45              | 22 de setembre de 2000 | Socorro              | LINEAR                 |
| 193245 - | 2000 SZ51              | 23 de setembre de 2000 | Socorro              | LINEAR                 |
| 193246 - | 2000 SS59              | 24 de setembre de 2000 | Socorro              | LINEAR                 |
| 193247 - | 2000 SC62              | 24 de setembre de 2000 | Socorro              | LINEAR                 |
| 193248 - | 2000 SA75              | 24 de setembre de 2000 | Socorro              | LINEAR                 |
| 193249 - | 2000 SJ75              | 24 de setembre de 2000 | Socorro              | LINEAR                 |
| 193250 - | 2000 SV76              | 24 de setembre de 2000 | Socorro              | LINEAR                 |
| 193251 - | 2000 SF77              | 24 de setembre de 2000 | Socorro              | LINEAR                 |
| 193252 - | 2000 SZ77              | 24 de setembre de 2000 | Socorro              | LINEAR                 |
| 193253 - | 2000 SW78              | 24 de setembre de 2000 | Socorro              | LINEAR                 |
| 193254 - | 2000 SV79              | 24 de setembre de 2000 | Socorro              | LINEAR                 |
| 193255 - | 2000 SR85              | 24 de setembre de 2000 | Socorro              | LINEAR                 |
| 193256 - | 2000 SG104             | 24 de setembre de 2000 | Socorro              | LINEAR                 |
| 193257 - | 2000 SK106             | 24 de setembre de 2000 | Socorro              | LINEAR                 |
| 193258 - | 2000 SC120             | 24 de setembre de 2000 | Socorro              | LINEAR                 |
| 193259 - | 2000 SP120             | 24 de setembre de 2000 | Socorro              | LINEAR                 |
| 193260 - | 2000 SK123             | 24 de setembre de 2000 | Socorro              | LINEAR                 |
| 193261 - | 2000 SZ150             | 24 de setembre de 2000 | Socorro              | LINEAR                 |
| 193262 - | 2000 ST151             | 24 de setembre de 2000 | Socorro              | LINEAR                 |
| 193263 - | 2000 SJ155             | 24 de setembre de 2000 | Socorro              | LINEAR                 |
| 193264 - | 2000 SQ155             | 24 de setembre de 2000 | Socorro              | LINEAR                 |
| 193265 - | 2000 SH159             | 27 de setembre de 2000 | Kitt Peak            | Spacewatch             |
| 193266 - | 2000 SN163             | 30 de setembre de 2000 | Ondřejov             | P. Kušnirák, P. Pravec |
| 193267 - | 2000 SY171             | 27 de setembre de 2000 | Socorro              | LINEAR                 |
| 193268 - | 2000 SQ174             | 28 de setembre de 2000 | Socorro              | LINEAR                 |
| 193269 - | 2000 SK180             | 28 de setembre de 2000 | Socorro              | LINEAR                 |
| 193270 - | 2000 SL183             | 20 de setembre de 2000 | Haleakala            | NEAT                   |
| 193271 - | 2000 SC184             | 20 de setembre de 2000 | Kitt Peak            | Spacewatch             |
| 193272 - | 2000 SM188             | 21 de setembre de 2000 | Haleakala            | NEAT                   |
| 193273 - | 2000 ST190             | 23 de setembre de 2000 | Kitt Peak            | Spacewatch             |
| 193274 - | 2000 SV192             | 24 de setembre de 2000 | Socorro              | LINEAR                 |
| 193275 - | 2000 SR204             | 24 de setembre de 2000 | Socorro              | LINEAR                 |
| 193276 - | 2000 SY204             | 24 de setembre de 2000 | Socorro              | LINEAR                 |
| 193277 - | 2000 SZ209             | 25 de setembre de 2000 | Socorro              | LINEAR                 |
| 193278 - | 2000 SL212             | 25 de setembre de 2000 | Socorro              | LINEAR                 |
| 193279 - | 2000 SV212             | 25 de setembre de 2000 | Socorro              | LINEAR                 |
| 193280 - | 2000 SH213             | 25 de setembre de 2000 | Socorro              | LINEAR                 |
| 193281 - | 2000 SD214             | 26 de setembre de 2000 | Socorro              | LINEAR                 |
| 193282 - | 2000 SU215             | 26 de setembre de 2000 | Socorro              | LINEAR                 |
| 193283 - | 2000 SP220             | 26 de setembre de 2000 | Socorro              | LINEAR                 |
| 193284 - | 2000 SU226             | 27 de setembre de 2000 | Socorro              | LINEAR                 |
| 193285 - | 2000 SC227             | 27 de setembre de 2000 | Socorro              | LINEAR                 |
| 193286 - | 2000 SX231             | 24 de setembre de 2000 | Socorro              | LINEAR                 |
| 193287 - | 2000 SY231             | 24 de setembre de 2000 | Socorro              | LINEAR                 |
| 193288 - | 2000 SD232             | 26 de setembre de 2000 | Socorro              | LINEAR                 |
| 193289 - | 2000 SL232             | 27 de setembre de 2000 | Socorro              | LINEAR                 |
| 193290 - | 2000 SO232             | 28 de setembre de 2000 | Socorro              | LINEAR                 |
| 193291 - | 2000 SU236             | 24 de setembre de 2000 | Socorro              | LINEAR                 |
| 193292 - | 2000 SL238             | 26 de setembre de 2000 | Socorro              | LINEAR                 |
| 193293 - | 2000 SO239             | 27 de setembre de 2000 | Socorro              | LINEAR                 |
| 193294 - | 2000 SO240             | 26 de setembre de 2000 | Socorro              | LINEAR                 |
| 193295 - | 2000 SK242             | 24 de setembre de 2000 | Socorro              | LINEAR                 |
| 193296 - | 2000 SR245             | 24 de setembre de 2000 | Socorro              | LINEAR                 |
| 193297 - | 2000 SF249             | 24 de setembre de 2000 | Socorro              | LINEAR                 |
| 193298 - | 2000 SG264             | 26 de setembre de 2000 | Socorro              | LINEAR                 |
| 193299 - | 2000 SB273             | 28 de setembre de 2000 | Socorro              | LINEAR                 |
| 193300 - | 2000 SO275             | 28 de setembre de 2000 | Socorro              | LINEAR                 |